# Subdivisões de Kiribati

Mapa de Kiribati dentro da Micronésia, destacando em cores seus arquipélagos

Em Kiribati, não há mais subdivisões oficiais, mas é possível dividir geograficamente Kiribati em três grupos de ilhas:
- Ilhas Gilbert
- Espórades Equatoriais
- Ilhas Fênix

Kiribati foi dividido em seis distritos até sua independência:
- Banaba
- Espórades Equatoriais
- Ilhas Gilbert do Norte
- Ilhas Gilbert Central
- Ilhas Gilbert do Sul
- Tarawa

Quatro dos antigos distritos (incluindo Tarawa) encontram-se nas Ilhas Gilbert, onde a maior parte da população das ilhas vive. Apenas três das Espórades Equatoriais estão habitadas, enquanto as Ilhas Fênix são desabitadas além de Kanton (31 pessoas) e não têm representação. Banaba em si é geralmente habitada (295 pessoas em 2010). Há também um representante não eleito dos banabenses deslocados para a Ilha Rabi na nação de Fiji.

## Conselhos de Ilha
Atualmente Kiribati administrativamente está dividido em 5 distritos. As Ilhas Gilbert estão divididas em 4 distritos, enquanto as Ilhas Fênix e Espórades Equatoriais (Ilhas da Linha) estão agrupadas em 1 distrito único. Há um total de 21 ilhas habitadas em Kiribati. Cada ilha habitada tem seu próprio conselho. Dois atóis têm mais de um conselho de ilhas: Tarawa tem três e Tabiteuea tem dois, para um total de 24 conselhos locais.
| Distrito          | Grupo               | Atol                        | Conselho                    | Área (Km²) | População (2020) |
| ----------------- | ------------------- | --------------------------- | --------------------------- | ---------- | ---------------- |
| Kiribati Central  | A oeste das Gilbert | Banaba                      | Banaba                      | 6          | 330              |
| Kiribati Central  | Ilhas Gilbert       | Abemama                     | Abemama                     | 16         | 3.257            |
| Kiribati Central  | Ilhas Gilbert       | Aranuka                     | Aranuka                     | 15,5       | 1.223            |
| Kiribati Central  | Ilhas Gilbert       | Kuria                       | Kuria                       | 15,48      | 1.191            |
| Kiribati Central  | Ilhas Gilbert       | Maiana                      | Maiana                      | 16,72      | 2.405            |
| Kiribati do Norte | Ilhas Gilbert       | Abaiang                     | Abaiang                     | 17,48      | 5.872            |
| Kiribati do Norte | Ilhas Gilbert       | Butaritari                  | Butaritari                  | 13,2       | 3.241            |
| Kiribati do Norte | Ilhas Gilbert       | Marakei                     | Marakei                     | 13,5       | 2.738            |
| Kiribati do Norte | Ilhas Gilbert       | Makin                       | Makin                       | 12,3       | 1.914            |
| Kiribati do Norte | Ilhas Gilbert       | Tarawa                      | Tarawa do Norte (ETC)       | 15,26      | 7.041            |
| Kiribati do Sul   | Ilhas Gilbert       | Arorae                      | Arorae                      | 7,5        | 983              |
| Kiribati do Sul   | Ilhas Gilbert       | Beru                        | Beru                        | 17,7       | 2.220            |
| Kiribati do Sul   | Ilhas Gilbert       | Nikunau                     | Nikunau                     | 18,2       | 2.061            |
| Kiribati do Sul   | Ilhas Gilbert       | Nonouti                     | Nonouti                     | 21,02      | 2.792            |
| Kiribati do Sul   | Ilhas Gilbert       | Onotoa                      | Onotoa                      | 13,5       | 1.423            |
| Kiribati do Sul   | Ilhas Gilbert       | Tabiteuea                   | Tabiteuea do Norte          | 26         | 4.120            |
| Kiribati do Sul   | Ilhas Gilbert       | Tabiteuea                   | Tabiteuea do Sul            | 12         | 1.357            |
| Kiribati do Sul   | Ilhas Gilbert       | Tamana                      | Tamana                      | 4,5        | 1.054            |
| Linha & Fênix     | Ilhas Fênix         | Kanton                      | Kanton                      | 9,2        |                  |
| Linha & Fênix     | Ilhas da Linha      | Kiritimati (Ilha Christmas) | Kiritimati (Ilha Christmas) | 388.39     | 7.380            |
| Linha & Fênix     | Ilhas da Linha      | Tabuaeran                   | Tabuaeran                   | 33,7       | 1.992            |
| Linha & Fênix     | Ilhas da Linha      | Teraina (Ilha Washington)   | Teraina (Ilha Washington)   | 7,8        | 1.907            |
| Tarawa do Sul     | Ilhas Gilbert       | Tarawa                      | Betio (BTC)                 | 1,54       |                  |
| Tarawa do Sul     | Ilhas Gilbert       | Tarawa                      | Tarawa do Sul (TUC)         | 15,76      | 63.439           |

1. ↑  «Districts of Kiribati». Kiribati National Statistics Office. Consultado em 7 de fevereiro de 2021
2. ↑  National Statistics Office, Kiribati (7 de novembro de 2020). «2020 Kiribati Population and Housing Census». Consultado em 1 de fevereiro de 2021